# Adzsarok
Az adzsarok Grúziában, a Fekete-tenger délkeleti partvidékén, a török határvidéken elterülő Adzsaria autonóm köztársaságban élő, szunnita iszlám vallású, grúz néprajzi csoport. Számuk mintegy 150 ezer fő (2000). Az adzsarok elsősorban felekezeti szempontból különülnek el a keresztény grúzoktól, de nyelvük – amely a grúz egy dialektusa – szókincsére is nagyobb hatást gyakorolt a török nyelv közelsége.
Az adzsarok a 10. században kerültek a grúz állam keretei közé, a későbbi évszázadokban a szeldzsukok (11–12. század), a mongolok (13–14. század), majd a 15. században az oszmán törökök terjesztették ki fennhatóságukat felettük. Az adzsarok többször fellázadtak az oszmán fennhatóság ellen, de végül a 16–17. században felvették az iszlám vallást. Adzsarföld 1878-ban került Oroszországhoz, s 1922-ben, a Szovjetunió keretén belül, Batumi fővárossal megalakult az Adzsar Autonóm Szovjet Szocialista Köztársaság, 1991 után Adzsaria autonóm köztársaság.